# Râul Bănița
Râul Bănița este un curs de apă, afluent al râului Jiul de Est. 